# Yuri Karáyev
Yuri Jadzhimurátovich Karáyev (en ruso: Ю́рий Хаджимура́тович Кара́ев, en bielorruso: Юрый Хаджымуратавіч Кара́еў, Yury Karayeu; Ordzhonikidze, Unión Soviética; 21 de junio de 1966) es un general bielorruso nacido en Rusia. Fue ministro del Interior de Bielorrusia del 11 de junio de 2019 al 29 de octubre de 2020. También es mayor general de la policía.

## Biografía
Karáyev nació el 21 de junio de 1966 en la capital de Osetia del Norte, Ordzhonikidze (actual Vladikavkaz). Se graduó del Instituto Militar de Tropas del Interior del Ministerio del Interior de la Unión Soviética, en la ciudad de Saratov en 1987 y fue enviado a servir en Maguliov, Bielorrusia, entonces parte de la URSS. Más tarde fue trasladado a un regimiento estacionado en Minsk y pasó varios meses sirviendo en el sur del Cáucaso durante la primera guerra del Alto Karabaj.
En 1996 o 1997, se graduó de la Academia Militar Frunze en Moscú, Rusia.
En 1999-2009 se desempeñó como comandante de varias unidades de policía y tropas internas en Babruisk, Gómel y Minsk.
En 2009, Karáyev fue nombrado primer subjefe de entrenamiento operativo y de combate de tropas internas en el Ministerio del Interior. Desde 2012 hasta el 11 de junio de 2019 fue viceministro de Asuntos Internos de la República de Bielorrusia y comandante de las Tropas Internas de Bielorrusia.
El 11 de junio de 2019, fue nombrado ministro del Interior de la República de Bielorrusia por el presidente Alexander Lukashenko.

## Protestas de 2020-21 y después
Karáyev ha sido una de las figuras centrales de las protestas bielorrusas de 2020-2021 tras las controvertidas elecciones presidenciales bielorrusas de 2020. En el cuarto día de protestas después de las elecciones, Karáyev confirmó que a los funcionarios del Ministerio del Interior se les permitió usar la fuerza contra los manifestantes. El 29 de agosto, el Consejo de Coordinación de la oposición democrática bielorrusa pidió la dimisión de Karáyev tras su responsabilidad por la brutalidad policial durante los primeros días de protestas.
El 31 de agosto de 2020, Karáyev fue incluido en la lista de oficiales públicos a los que se les prohibió la entrada a Letonia, a Estonia por cinco años y a Lituania debido a que organizó y apoyó la «falsificación de las elecciones presidenciales del 9 de agosto» y la posterior represión violenta de las protestas.
El 2 de octubre de 2020, se prohibió a Karáyev entrar en la Unión Europea. El Departamento del Tesoro de los Estados Unidos lo incluyó en la Lista de Nacionales Especialmente Designados y Personas Bloqueadas. También fue añadido a las listas de sanciones de Reino Unido, Suiza y Canadá.
El 29 de octubre de 2020, Karáyev, por decreto presidencial, fue destituido de su cargo. Ese mismo día fue nombrado asistente del presidente de la República de Bielorrusia - inspector de la Región de Grodno.
El 4 de marzo de 2021, BYPOL publicó el audio de un discurso que Karáyev habría dado al personal de la Dirección General de Lucha contra el Crimen Organizado y la Corrupción (en ruso: Главное управление по борьбе с организованной преступностью и коррупцией, GUBOPiK) en el otoño de 2020. En la transcripción del audio, el entonces ministro del Interior insulta a los bielorrusos y también instruye a los empleados de la GUBOPiK sobre formas y métodos de represalias extrajudiciales contra las personas.
En marzo de 2025, Karáyev fue nombrado gobernador de la región de Grodno.